# Forship Engenharia
A Forship Engenharia constitui-se num grupo empresarial brasileiro, hoje presente no Brasil, Singapura, Moçambique e Holanda. Com foco estratégico no comissionamento e operabilidade, o grupo oferece produtos de engenharia e consultoria técnica e licenciamento do software HMSWeb aos setores de petróleo e gás, construção naval, petroquímico, energia e mineração, dentre outros.

## História
A empresa foi fundada em 1998 por Fábio Fares, que identificou no país uma carência de métodos e ferramentas estruturadas para a gestão e execução de atividades de comissionamento em empreendimentos industriais complexos. Bem sucedida, expandiu naturalmente as suas atividades para os segmentos de energia, petroquímica e mineração.
Em 2006 a Forship abriu um escritório em Singapura para administrar as operações da Forship Ásia, o seu braço atendedor dos mercados do Oriente Médio e do continente asiático.
Em 2007, o grupo recebeu da DNV a certificação ISO 9001 em Gestão de Comissionamento.
Em abril de 2009 o gerente de engenharia da Forship, Bruno Montenegro, publicou um artigo na revista EPC News advogando o reconhecimento do comissionamento como uma disciplina independente da engenharia .
Em 2008 a Forship tornou-se membro ativo do CE-EPC - Centro de Excelência em EPC, uma entidade sem fins lucrativos que reúne operadoras, empresas EPC, prestadores de serviços, entidades normativas e universidades, com o fim de desenvolver e compartilhar melhores práticas em projetos EPC, de forma a tornar a indústria brasileira associada à cadeia produtiva de EPC nos segmentos de óleo, gás e energia, competitiva e sustentável em termos mundiais.
Em 2012 o grupo Forship estabeleceu a empresa Forship Moçambique, para desenvolver serviços de comissionamento e desenvolvimento de soluções integradas de tecnologia da informação, com  foco inicial nos setores de mineração e infraestrutura.
Em 2013 a Forship teve seu Sistema de Gestão Integrada (normas ISO 9001, ISO 14001 e OHSAS 18001) certificado pela DNV.

## Portfolio
- Comissionamento
- Operação, Manutenção & Modificações
- Construção & Montagem
- Consultoria técnica
- Engenharia do proprietário (Owner’s engineering)
- Análise e acompanhamento de empreendimentos
- Licenciamento do HMSWeb, software de gestão do comissionamento

## Empresas do grupo
- Forship Engenharia S.A., com sede no Rio de Janeiro
- Forship International B.V., em Amsterdam
- Forship Asia Pte. Ltd., em Singapura
- Forship Moçambique Lda., em Maputo
- HMSWeb Tecnologia da Informação, no Rio de Janeiro